# Castine (Maine)
Castine (wymowa kastajn) to miasto w amerykańskim stanie Maine, w hrabstwie Hancock. Według spisu ludności z 2000 roku liczba mieszkańców wynosiła 1343.
W mieście tym znajduje się stanowa Akademia Morska (700 studentów). Latem jest to popularny ośrodek turystyczny. Zabudowa miasta ma charakter kolonialny, z wieloma zabytkowymi domami.